# Marburger Konzentrationstraining
Das Marburger Konzentrationstraining (MKT) ist ein auf Selbstinstruktion basierendes, kognitiv-verhaltenstherapeutisches Training. Es existiert für drei verschiedene Altersstufen (Marburger Konzentrationstraining für Kindergarten, Vorschule und Eingangsstufe (MKT KiGa), Marburger Konzentrationstraining für Schulkinder und Marburger Konzentrationstraining für Jugendliche).
Es wurde Anfang der 1990er Jahre von dem Marburger Schulpsychologen Dieter Krowatschek entwickelt und von ihm 1992 auf der 10. Bundeskonferenz der Sektion Schulpsychologie im Berufsverband Deutscher Psychologinnen und Psychologen vorgestellt.
Das MKT ist eine Kurzintervention, die sich für den Einsatz in Gruppen eignet. Vorwiegend wird es in psychologischen, lerntherapeutischen und Ergotherapie-Praxen eingesetzt, aber auch von Lehrkräften und weiteren therapeutischen Richtungen angewendet. An einigen Orten findet es als Volkshochschulkurs statt. Begleitet von Trainern, die die Kinder kontinuierlich beim Ausbau ihrer Stärken unterstützen, entwickeln sie ein angemessenes Selbstbewusstsein, um sich wieder schulischen Herausforderungen zu stellen. Der Teufelskreis aus ungünstigem Arbeitsstil, leichter Ablenkbarkeit, Frustration und – nicht selten – daraus resultierender Schulunlust wird durchbrochen. Dabei ist das Training sehr attraktiv aufgebaut. Es orientiert sich an Elementen der Kinderspieltherapie und der kognitiven Verhaltenstherapie.

## Zielgruppe & Zielsetzungen
Zielgruppe:
Das Marburger Konzentrationstraining wird hauptsächlich bei Kindern mit Herausforderungen in den Bereichen der Konzentration und Aufmerksamkeit eingesetzt. Aus diesem Grund hat es sich als Behandlungsmethode für Kinder mit einer Aufmerksamkeitsdefizit-/Hyperaktivitätsstörung (ADHS) etabliert. Laut den Autoren profitieren Kinder des unaufmerksamen Subtyps in einem stärkeren Ausmaß, obwohl es bei allen Subtypen eingesetzt werden kann.
Der Einsatz ist jedoch nicht auf eine Aufmerksamkeitsdefizit-/Hyperaktivitätsstörung beschränkt, sondern die Autoren weisen darauf hin, dass prinzipiell alle Kinder vom MKT profitieren können, da es als präventive Maßnahme eingesetzt werden kann. Auch bei einer Lernschwäche und sozial ängstlichen Kindern ist das Programm anwendbar.
Wird das Marburger Konzentrationstraining bei Kindern mit einer Aufmerksamkeitsdefizit-/Hyperaktivitätsstörung eingesetzt, empfehlen die Autoren, dass maximal bei der Hälfte der am Training teilnehmenden Kinder eine solche Diagnose vorliegen sollte.
Zielsetzungen:
Das MKT verfolgt laut den Autoren folgende Ziele (Krowatschek et al., 2019b, S. 9):
o „Erhöhung der Selbststeuerung und Selbstständigkeit,
o planvolles, systematisches Bearbeiten von Aufgaben,
o reflexiver Arbeitsstil statt impulsivem Vorgehen,
o vernünftiger Umgang mit Fehlern,
o Verbesserung der Leistungssituation,
o Zutrauen in eigenes Können,
o Stärkung der Eltern,
o Verbesserung der Eltern-Kind-Interaktion“.
Die Kinder sollen nach dem Training aufmerksamer/konzentrierter sein.

## Struktur
Die Marburger Konzentrationstrainings sind auf sechs bis acht Trainingsstunden mit jeweils 75 Minuten ausgelegt. Zusätzlich werden für das MKT KiGa und das MKT für Schulkinder zwei bis fünf begleitende Elternabende mit jeweils 60 Minuten empfohlen.
Die Trainingsstunden bestehen aus wechselnden Phasen und variieren mit kleineren Anpassungen zwischen den Altersstufen. Beispielhaft ist der Ablauf für Schulkinder zu nennen:
1. Dynamische Übung
2. Entspannung
3. Übung zum inneren Sprechen I
4. Übungen zur Förderung der Wahrnehmung und Merkfähigkeit
5. Übung zum inneren Sprechen II
6. Freies Spiel

In den beiden Bereich des inneren Sprechens I & II soll den Kindern die Methode der verbalen Selbstinstruktion, sowie grundlegende Arbeitstechniken für den Schul- und Hausaufgabenalltag vermittelt werden, weshalb diese die Kernphasen des Trainings darstellen.

## Methoden
Neben der Selbstinstruktion verwendet das Marburger Konzentrationstraining, Entspannungstechniken, etwa durch autogenes Training, und Methoden der Verhaltensmodifikation, unter anderem durch positive Verstärkung, zur Verbesserung von Selbsteinschätzung und Selbstkontrolle. Ziel ist eine Veränderung von einem impulsiven hin zu einem reflexiven kognitiven Arbeitsstil.

## Evaluation
Es liegen mehrere empirische Studien vor, in denen das MKT mit anderen Programmen gleicher Zielsetzung verglichen und hinsichtlich seiner Wirksamkeit evaluiert wurde. Manfred Beck kam zu dem Ergebnis, dass das MKT bei einer Versuchsgruppe von 15 Drittklässlern nur eine sehr geringe Wirkung zeigte. Einschränkend nennt der Autor, dass er eine andere Zielgruppe, als von Krowatschek vorgesehen, verwendete.
Stefan Witte attestierte dem MKT bestenfalls langfristige Wirkungen ohne Entwicklungsanschub. Thomas Dreisörner konnte bei 15 Kindern, die in fünf Gruppen eingeteilt wurden und fünf Wochen lang einmal wöchentlich in einer kinder- und jugendpsychiatrischen Praxis das MKT absolvierten, in einzelnen Bereichen Verbesserungen der Aufmerksamkeitsleistungen nachweisen. Birgit Schäfer verglich in einer Studie das MKT mit Neurofeedback und attestiert dem MKT einen besonders großen Einfluss auf die Unaufmerksamkeit. Hahnefeld und Heuschen (2009) attestieren dem MKT klinische Relevanz. Sie hatten das Trainingsprogramm an 125 Grundschülern zwischen 6 und 11 Jahren durchgeführt. Domsch und Kollegen (2018) führten 10 Sitzungen des MKT für Schulkinder durch und fanden, im Vergleich zu einer Wartekontrollgruppe, eine signifikante Reduktion der Unaufmerksamkeit.